# Копанец (озеро, Карелия)
Копанец — пресноводное озеро на территории Кестеньгского сельского поселения Лоухского района Республики Карелии.

## Общие сведения
Площадь озера — 6,4 км², площадь водосборного бассейна — 27,4 км². Располагается на высоте 127,2 метров над уровнем моря.
Форма озера лопастная, продолговатая: оно почти на шесть километров вытянуто с запада на восток. Берега изрезанные, каменисто-песчаные, преимущественно возвышенные, местами заболоченные.
С южной стороны водоёма вытекает короткая протока, впадающая в Елетьозеро, из которого берёт начало река Елеть. Елеть впадает в озеро Новое, через которое протекает река Кереть, которая, в свою очередь, впадает в Белое море.
В озере не менее десятка безымянных островов различной площади, однако их количество может варьироваться в зависимости от уровня воды.
Являлся озером-питомником Кемского рыбоводного завода, в нём выращивались мальки байкальского омуля, в дальнейшем расселяемого по озёрам Карелии.
К югу от озера проходит просёлочная дорога.
Код объекта в государственном водном реестре — 02020000711102000002422.